# Casal da Rola
Casal da Rola é uma localidade portuguesa situada  na freguesia do Louriçal, Município de Pombal. Fica a uma distância de cerca de 3 km do Louriçal.
Ao nível da vegetação, encontramos principalmente, e em abundância, pinheiros e campos de arroz.

## Origem do nome
Etimológico: Casal é um pequeno povoado e rola é uma ave de migração columbiforme, abundante em Portugal de abril a setembro.
Popular: Antigamente, nesta região, existia uma família chamada Rolos. Essa família foi a primeira a habitar essa região e com o decorrer dos anos, mais casais se lhe juntaram. Mas como a família Rola era a mais importante, essa região passou a chamar-se Casal da Rola.

## Eventos
Na,primeira semana do mes de setembro ocorre a festa religiosa festejada na Capela do Casal da Rola situada na ladeira que liga Casal da Rola de Baixo a Casal da Rola de Cima.